# Good Guys Only Win in Movies
A Good Guys Only Win in Movies című dal a német-holland származású C.C.Catch 3. és egyben utolsó kimásolt kislemeze a Like a Hurricane című 1987-ben megjelent albumról. A dal 6. helyezést ért el a spanyol kislemezlistán. A dal producere Dieter Bohlen és Louis Rodriguez voltak. A spanyol kislemez változaton a Smokey Joe's Cafe című dal kapott helyet, míg a német kiadású maxi CD, és 12-es bakelit változaton az Are You Serious szerepel.

## Számlista
12" maxi kislemez
Német kiadás (Hansa 612 807)
1. Good Guys Only Win in Movies (Extended Version) – 5:42
2. Are You Serious – 2:58
3. Good Guys Only Win in Movies (Radio Version) – 3:48

7" kislemez
Spanyol kiadás (Hansa 109 857)
1. Good Guys Only Win in Movies – 3:48
2. Smokey Joe’s Cafe – 3:41

## Slágerlista
| Slágerlista(1988) | Legmagasabb helyezés |
| ----------------- | -------------------- |
| Spanyolország     | 6                    |

## Külső hivatkozások
- Élő felvétel[5]
- Dalszöveg Good Guys Only Win In Movies[6]
- Dalszöveg Smokey Joe's Cafe[7]